# Antônio Clemente
Antônio Clemente (1936 - 2013) foi um treinador brasileiro.
Foi treinador do Botafogo, do America (1984 e 1988) e do Clube Atlético Paranaense.
Também foi o comandante técnico da Seleção de Angola.